# Budapest elpusztult nevezetes VI. kerületi épületeinek listája
Az alábbi lista Budapest elpusztult nevezetes VI. kerületi épületeit sorolja fel. A források hiánya miatt az összeállítás nem tekinthető teljesnek.

## A lista
| Név                                   | Építés ideje | Elpusztulás ideje | Elhelyezkedés                                                         | Tervező                      | Megjegyzés | Kép                                                          |
| ------------------------------------- | ------------ | ----------------- | --------------------------------------------------------------------- | ---------------------------- | --- | ------------------------------------------------------------ |
| Pesti indóház                         | 1846         | 1877 körül        | Jókai utca                                                            | Zitterbarth Mátyás           | Az első budapesti pályaudvar. A megnövekedett vasúti forgalom miatt mérete az 1870-es évekre kicsinek bizonyult, valamint útjában volt az akkoriban kialakított, egy utcasarokkal kijjebb épülő Nagykörútnak is, ezért fölé felépítették az új Nyugati pályaudvart 1874 és 1877 között. Az új pályaudvar elkészülte után az építkezés alatt is üzemelő indóházat kibontották alóla. A két utca közti üresen maradt terület a Nyugati tér. |                                                              |
| Hotel London Szálloda                 | 1859         | 1936              | Nyugati tér                                                           |                              | 1927-ben áruházzá akarták átalakítani, de rossz állapota miatt erre nem került sor. Nem sokkal később elbontották. A néhai szálló helyén 1984-re készült el a Skála Metró ötszintes, modern üzletháza. | Archiválva 2020. november 4-i dátummal a Wayback Machine-ben |
| Weiner-Grünbaum-Schwartz palotabérház | 1875–1876    | 1945              | Bajcsy-Zsilinszky út 32., a mai Arany János utcai metrómegálló helyén | Freund Vilmos                | |                                                              |
| Westend-ház                           | 1877 u.      | 1978              | Váci út 1.                                                            |                              | Már az 1930-as években rossz állapotban volt, és fel is merült az elbontása. Ez akkor nem történt meg, hanem csak 1978-ban a Marx tér átépítése alkalmával. Helyére épült a buszpályaudvar. |                                                              |
| MÁV-telep                             | 1885         | 20. sz.           | Podmaniczky u. 95-111.                                                | Pucher József                | Helyére épült részben a MÁV kórház, részben üres. |                                                              |
| Régi Anker-palota                     | 19. sz.      | 1907 előtt        | Deák tér                                                              |                              | Helyére épült a ma is álló új Anker-palota. |                                                              |
| a Lipótvárosi Kaszinó nyári épülete   | 1912         |                   | Dózsa György út 84/a.                                                 | Vágó József                  | Helyére épült a Magyar Építőipari Munkások Országos Szövetségének székháza. |                                                              |
| Liget Szanatórium                     | 1911         |                   | Dózsa György út 84/b.                                                 | Komor Marcell és Jakab Dezső | Helyére épült az ING-székház. |                                                              |
| Park Szanatórium                      | 1909         |                   | Dózsa György út 84/c.                                                 | Komor Marcell és Jakab Dezső | Helyére épült az ING-székház. |                                                              |